# (17109) 1999 JF52
A (17109) 1999 JF52 a Naprendszer kisbolygóövében található aszteroida. A LINEAR projekt keretében fedezték fel 1999. május 10-én.